# 上海市特色普通高中
上海市特色普通高中是上海市教育委员会从2016年起根據《上海市中长期教育改革和发展规划纲要（2010-2020年）》中的“推动普通高中多样化和特色化发展”要求，建立一批涵蓋人文、社科、理工、藝體等領域特色的普通高中。在上海市实验性示范性高中擴張難度較大情況下，上海市特色普通高中成為各大學校關注重點。上海市特色普通高中擁有上海市实验性示范性高中享有的自荐生招生计划，同時师资队伍、设备配置和经费投入等方面亦参照上海市实验性示范性高中相应政策。有學校成為上海市特色普通高中後，初级中等教育毕业考试錄取分數線大幅上升。

## 学校列表
本列表包含已被評為上海市特色普通高中的學校：
- 普陀区：（4所）
  - 上海市曹杨中学（环境素养培育特色）[2]
  - 上海市甘泉外国语中学（日语见长、多语发展、文化理解特色）[2]
  - 同济大学第二附属中学（理工特色）[4]
  - 上海音乐学院附属安师实验中学
- 长宁区：（1所）
  - 华东政法大学附属中学（尚法特色）[2]
- 浦東新區：（3所）
  - 上海海事大学附属北蔡高级中学（航海文化教育特色）[2]
  - 华东师范大学附属东昌中学（金融素养特色）[2]
  - 上海市香山中学[5]
- 静安区：（1所）
  - 上海戏剧学院附属中学（艺术特色）[2]
- 楊浦区：（1所）
  - 上海理工大学附属中学（工程特色）[2]
- 嘉定区：（1所）
  - 上海市嘉定区第二中学（科创特色）[2]
- 徐匯區：（2所）
  - 上海市徐汇中学
  - 上海市紫竹园中学[6]
- 金山區：（2所）
  - 华东师范大学附属枫泾中学
  - 上海师范大学第二附属中学[6]
- 閔行區：（2所）
  - 上海市闵行第三中学[5]
- 崇明區：（1所）
  - 上海市崇明区城桥中学[5]
- 青浦區：（1所）
  - 上海市青浦区第一中学[6]
- 寶山區：（1所）
  - 上海师范大学附属罗店中学[6]
- 奉賢區：（1所）
  - 华东理工大学附属奉贤曙光中学[7]

### 以所属批次为序
- 第一批（1所，2017年2月13日公示）[8][9]
  - 上海市曹杨中学
- 第二批（3所，2018年2月9日公示）[10][11]
  - 上海市甘泉外国语中学
  - 华东政法大学附属中学
  - 上海海事大学附属北蔡高级中学
- 第三批（5所，2019年3月5日公示）[12][13]
  - 华东师范大学附属东昌中学
  - 上海戏剧学院附属中学
  - 同济大学第二附属中学
  - 上海理工大学附属中学
  - 上海市嘉定区第二中学
- 第四批（3所，2020年2月25日公示）[14][15]
  - 上海市徐汇中学
  - 上海音乐学院附属安师实验中学
  - 华东师范大学附属枫泾中学
- 第五批（3所，2021年3月3日公示）[5]
  - 上海市香山中学
  - 上海市闵行第三中学
  - 上海市崇明区城桥中学
- 第六批（2所，2022年）[6]
  - 上海师范大学附属罗店中学
  - 上海师范大学第二附属中学
- 第七批（2所，2023年）[6]
  - 上海市紫竹园中学
  - 上海市青浦区第一中学